# مرقد وجامع الزبير بن العوام
جامع سيدنا الزبير بن العوام هو جامع بمدينة الزبير العراقية بمحافظة البصرة بجنوب العراق، عند مرقد الزبير بن العوام، بُني الجامع سنة 368 هـ/ 996 م. وهو أول مسجد بُني في قصبة الزبير في عهد الحكم العثماني للعراق، قيل إن جامع الزبير كان مسجداً لا جامعاً حتى سنة 1300 هـ - 1882م حين أخذت تتُقام فيه صلاة الجمعة.

## أئمة جامع الزبير
كانت أسرة آل هلال أقدم أسرة وُلّيت إمامة جامع الزبير.
- إبراهيم بن جديد.[4]
- عبد الجبار بن علي البصري المتوفى سنة 1285 هـ.[5]
- إبراهيم بن جاسر المتوفى سنة 1338 هـ.[5]
- يوسف الهلال، توفي سنة 1310 هـ.
- عبد المحسن بابطين الذي كان قاضي الزبير في سنة 1335 هـ حتى 1338 هـ.[6]
- يوسف الهلال، توفي سنة 1310 هـ.
- عبد الله بن عبد الرحمن بن حمود.[7] في ذي القعدة سنة 1339 هـ.[8]
- محمود المجموعي: عُيّن إماماً وخطيباً في أواخر سنة 1904م.[9] حتى وفاته.[6]
- ناصر بن محمود المجموعي، خلَفَ أباه حتى وفاته.[6]
- عبد الكريم اليحيا.[10]
- يوسف محمد ياسين الراشد، حتى سنة 2015.[11]،[12]

## مشهد الزبير
مشهد الزبير بن العوام وضريحه هو مكان في مدينة البصرة الأولى التي صارت تُسمى قرية ثم بلد ثم مدينة الزبير يعتقد أن الزبير بن العوام مدفون فيه، والزبير هو صاحب الرسول محمد، وابنُ عمّته.

## الموقع
يقع القبر في العراق في بلدة الزبير بمحافظة البصرة.

## الشخصية
الزبير بن العوام هو ابن السيدة صفية بنت عبد المطلب، ومن خواص أصحاب الرسول محمد والإمام علي، وهو ابن عمة الرسول، وممن هاجر للحبشة والمدينة المنورة، وممن بايع علي. وقد قُتِل الزبير في موقعة الجمل.

## اكتشاف القبر
ذكر ابن الجوزي في ضمن أحداث سنة 386 هـ: «أنّ أهل البصرة في شهر المحرم ادعوا أنّهم كشفوا عن قبر عتيق، فوجدوا فيه ميتاً طرياً بثيابه وسيفه، وأنّه الزبير بن العوام، فأخرجوه، وكفنوه، ودفنوه بالمربد بين الدربين، وبنى عليه الأثير أبو المسك عنبر بناء، وجعل الموضع مسجداً، ونقلت إليه القناديل...وأقيم فيه قوّام وحفظة، ووقف عليه وقوفاً.»

## صحة القبر
وينافيه ما روی الطبري أنّ الذي قتل الزبير أخذ سيفه وفرسه، كما نفی الشيخ المفيد انتساب القبر إلی الزبير.